# Автомобіль, скрипка і собака Клякса
«Автомобіль, скрипка і собака Клякса» (рос. «Автомобиль, скрипка и собака Клякса») — російський радянський художній фільм 1974 року, режисера  Ролана Бикова.

## Сюжет
В Таллінні, у великому дворі, оточеному старими обшарпаним двоповерховими будинками, живуть герої цього фільму. Два шкільних товариша закохані в найкрасивішу дівчинку двору. Один з них, Олег — майстер на всі руки — возиться з машинами й іншими залізяками, а інший — Давид — вчиться грати на скрипці. Старша сестра дівчинки закінчує школу, але уроки не лізуть їй в голову, і їй допомагають їх вчити то однокласник, то репетитор… А ще у неї є маленький братик Кузя. Він — творець. Зі знайомого чорного собаки за допомогою зубної пасти він робить «зербу» (так він називає  зебру). А взагалі-то у нього є мрія — щоб у нього було багато-багато кішок. Адже з них легко зробити  мавп. А з кожної мавпи досить просто зробити  ведмедя. А вже з ведмедів неважко зробити собі товаришів!

## У головних ролях
(В титрах фільму позначені тільки імена акторів, але не ролі)
- Олег Анофрієв — зіграв ролі: музиканта, що грає на акордеоні і електрогітарі
- Ролан Биков — зіграв ролі: диригента, Леоніда Ломакіна і глухонімої бабусі з кішками
- Георгій Віцин — зіграв ролі: музиканта, що грає на банджо і гітарі
- Зіновій Гердт — зіграв ролі: музиканта, що грає на ударних, дідуся Давида і тата Давида
- Микола Гринько — зіграв ролі: музиканта, що грає на контрабасі і тата Олега
- Михайло Козаков — зіграв ролі: музиканта, що грає на скрипці і бас-гітарі, і шашличника
- Олексій Смирнов — зіграв ролі: музиканта, що грає на геліконі; шашличника і жителя будинку Фердищенко
- Спартак Мішулін — зіграв ролі: музиканта без інструменту і таксиста

### В ролях
- Наташа Теніщева — Аня Хорошаєва
- Андрій Гусєв — Олег Почінкін
- Цолак Вартазарян — Давид
- Саша Чернявський — Кузя, брат Ані
- Зоя Федорова — Марія Федорівна, бабуся Олега
- Галина Польських — мама Ані
- Марія Полбєнцева — мама Давида
- Олександр Жеромський — зіграв ролі: сажотруса і міліціонера Саші
- Т. Фоміна — Алла, сестра Ані
- С. Соловйов — Сергій, друг Алли

### В епізодах
- Віктор Фокін — вчитель математики
- Володимир Герасимов — матрос
- Вадим Власов
- Микола Чіковані

## Знімальна група
- Автори сценарію: — Алли Ахундової
- Постановка: — Ролана Бикова
- Головний оператори: — Михайло Ардаб'євський
- Художники-постановники: — Олександр Кузнєцов
- Композитор: — Максим Дунаєвський
- Автори текстів пісень: — Самуїла Маршака,  Алли Ахундової,  Ролана Бикова,  Роальда Сефа
- Звукооператори: — Юрій Рабинович
- Режисери: —Маріна Волович
- Оператори: – Борис Сутоцький, О. Дубровай
- Художники-декоратори: — Є. Нарваткін, Ю. Усанов
- Монтажери: — Людмила Печієва
- Художники по костюмах: — Шеллі Биховська
- Грими: — Є. Євсєєвої
- Асистенти режисера: — А. Прагіна, М. Жаров, В. Ковальова
- Асистенти оператора: — А. Андерс, В. Львов, Є. Шамов
- Комбіновані зйомки:
  - Оператор:  Всеволод Якубович
  - Художник: І. Іванова
- Редактори: — Наталія Лозинська
- Музичний редактора: — Мина Бланк
- У фільмі брали участь: —
- Державний оркестр кінематографії СРСР
  - Диригенти: — Георгій Гаранян
- Інструментальний ансамюль: — «Мелодія»
- Вокально-інструментальний ансамблі — «коробейники»
- Директор картини: — Георгій Пастушков